# 1/50スケール

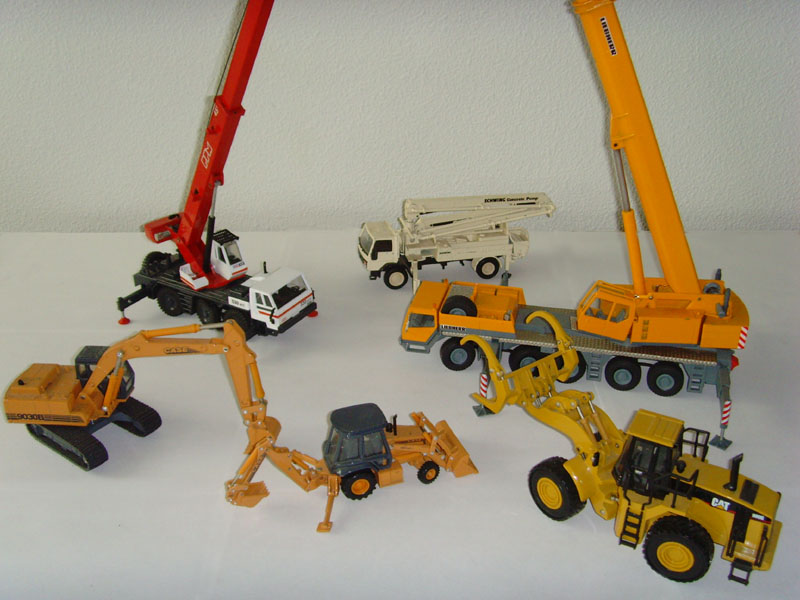
1/50スケールの建設機械の模型

1/50 スケールは、スケールモデルに使用される縮尺の一つで、主にダイキャスト製の建設機械などの模型に使用されている。

## 概要
1/50スケールは主にメートル法を常用する国で使用される縮尺で、スケールモデルでは、ヨーロッパのメーカーから発売されているダイキャストモデルなどに使用されている。1970年代ころまでは、日本やヨーロッパのメーカーから飛行機などのプラモデルも発売されていた。また日本では、ソリッドモデルの標準スケールとなっている。さらに寸法の換算が容易なことから1/100とともに建築模型にも使われる。
1/50スケールは航空機や戦車などのプラモデルの標準スケールである1/48や、鉄道模型に由来するOスケール（1/43.5から1/48）に近いため、それらの模型と組み合わせることも可能である。

## ダイキャストモデル
1/50スケールのダイキャストモデルは、Conrad、Tekno、NZG、WSI、LionToysなどのヨーロッパのメーカーから発売されており、建設機械、タワークレーン、トラック、バスなどが製品化されている。これらの模型は、実物のメーカーが販売促進用に顧客に配布するための公式モデルとして作られることも多い。また、アメリカでよく見られる金属プレス製の建設機械の玩具に比べるとサイズは小さいが、ヨーロッパでは子供の玩具としても人気がある。

## プラモデル
1960年代には、日本では国際標準スケールである1/48はまだあまり普及しておらず、1/50スケールのプラモデルが多数作られていた。
航空機のプラモデルでは、マルサン商店、フジミ模型、田宮模型などが1/50スケールでシリーズ展開を行っていた。マルサン商店は日本で最初に国産プラモデルを発売したメーカーであり、1968年に倒産するまでに1/50スケールの航空機キットを、日本機と外国機を合わせて30点ほど製品化している。ただし、外国機のキットはその多くがモノグラムやリンドバーグなどのアメリカのメーカーの1/48スケールキットをコピーしたものだった。マルサンの倒産後、一部の製品は日本模型と富士ホビーに引き継がれて再発売が行われた。日本模型に引き継がれたものはスケール表示を1/48に変えて、自社製の1/48スケールキットと共に生産が続けられ、その一部は2011年現在でも入手が可能である。
フジミ模型は1966年から1969年までに1/50スケールのジェット戦闘機とヘリコプターを10数点発売した。1970年からは新規に開発する製品のスケールを1/48に変更し、従来の1/50スケールキットもスケール表示を1/48に変更している。田宮模型も1963年から1967年までに1/50スケールの日本機を11点発売している。1972年から新製品の開発は1/48に移行し、旧製品のスケール表示の変更はなかったが、1978年に1/50キットは全てカタログから消えている。ただし、五式戦、彩雲、九九艦爆、零式水観など後期に発売された製品は、その後も何度か数量限定で再生産されている。また、今井科学、大滝製作所などからも1/50スケールの航空機キットが発売されていた。
戦車関連でも、1960年代から1970年代にかけて、エルエス、大滝製作所、今井科学などから1/50スケールの戦車キットが発売されている。大滝の製品は、大滝の倒産後同社製1/48スケールキットと共に有井製作所に引き継がれ、再発売が行われている。
鉄道車両関連では、1960年代後半から1970年代にかけて大滝製作所から蒸気機関車のキットが8点ほど、青島文化教材社から電気機関車のキットが7点ほど発売されている。1/50スケールは鉄道模型のOゲージに近い縮尺だが、日本のOゲージ（及びOJゲージ）は1/45スケールが主流であり、スケールにして約10%の差があることもあって、これらのキットはOゲージでの走行を考慮しないディスプレイモデルとして作られていた。また、青島の電気機関車は車体内部まで再現されていた。大滝の倒産後、蒸気機関車の金型は有井製作所（現マイクロエース）に引き継がれ、2011年現在でも一部の製品は入手が可能である。青島の電気機関車は1990年代以降長らく生産が休止されていたが、2011年11月からの復刻再生産が予定されている。
日本国外では、1960年代にフランスのエレールからジェット機とヘリコプターの1/50スケールキットが約20点、イタリアのアルティプラストからも第二次世界大戦時と戦後のイタリア機を中心に約10点発売されていた。アルティプラストの金型は後にチェコのSMERに移り、一部の製品は2000年代まで流通していた。

## ソリッドモデル
木材を削って飛行機や船などを作るソリッドモデルは、日本では1950年代に普及し、プラモデルの登場後も各地のソリッドモデルクラブを中心にプラモデルとは距離を置いて活動が行われている。図面を元にした自作が基本のため、図面の作成が容易な1/50スケールが航空機ソリッドモデルの標準スケールとして使用されている。